# Tegula patagonica
Tegula patagonica är en snäckart som först beskrevs av Orbigny 1840.  Tegula patagonica ingår i släktet Tegula och familjen pärlemorsnäckor. Inga underarter finns listade i Catalogue of Life.